# Larve mélolonthoïde

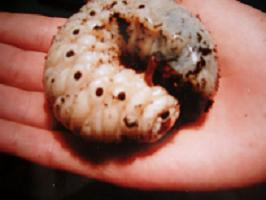
Une larve de dynaste Hercule

Les larves mélolonthoïdes sont les larves des Coléoptères scarabeiformes : blanches, courbées, molles mais avec des pattes bien développés. Elles tirent leur nom de la famille Melolonthidae.